# Erebia styriaca
Erebia styriaca är en fjärilsart som beskrevs av Hirschke 1910. Erebia styriaca ingår i släktet Erebia och familjen praktfjärilar. Inga underarter finns listade i Catalogue of Life.